# Corynebacterium diphtheriae
Corynebacterium diphtheriae, también conocido como bacilo de Klebs-Löffler es el bacilo causante de la difteria.
C. diphtheriae es una bacteria Gram positiva, aerobia, catalasa positiva y quimioorganotrofa, y fue descubierto en 1884 por el patólogo Edwin Klebs y el bacteriólogo Friedrich Löffler.

## Morfología
Este bacilo (con forma de bastón recto o ligeramente curvado), no esporulado, no capsulado y carente de movilidad, mide de 1 a 8 µm de largo y de 0,3 a 0,8 µm de diámetro y forman en cultivos agrupaciones ramificadas con la apariencia de ideogramas chinos.

## Biotipos
Cuatro biotipos son hoy reconocidos de C. diphtheriae:
- mitis
- intermedius
- gravis
- belfanti

## Patogenia
La toxina diftérica es el principal factor de virulencia de C. diphtheriae. Sólo las cepas toxigénicas producen esta potente exotoxina-AB, propiedad que resulta al quedar la bacteria infectada por un virus . Esta toxina proteica (dosis letal >0,1 µg/kg) se produce en el lugar de la infección y se dispersa a través de la sangre para ocasionar la sintomatología clínica de la difteria, provocando lesiones en las vías respiratorias, la orofaringe, el miocardio (miocarditis que en ocasiones precede a una insuficiencia cardíaca mortal), el sistema nervioso (con afectación preferente sobre las fibras motoras provocando parálisis) y los riñones. Gracias a esta toxina, el microorganismo no necesita penetrar en la sangre para producir los síntomas sistémicos de la enfermedad.

## Epidemiología
Desde la introducción de las vacunas contra la difteria, primero las monovalentes y más tarde las combinadas con el toxoide tetánico y con la vacuna antipertusis, la epidemiología de la difteria se ha modificado de forma espectacular. En la actualidad esta infección está prácticamente erradicada de los países industrializados y sólo supone un problema importante en los países en vías de desarrollo.
En España, la vacunación antidiftérica se introdujo con carácter obligatorio en 1945, pero no fue hasta 1965 cuando se inició la práctica sistemática de la vacunación antidiftérica, coincidiendo con la aparición en ese país de las vacunas combinadas contra la difteria, tétanos y tosferina (DTP). En 1987 se registraron los últimos casos de difteria en España (hasta el año 2015, cuando se notificó un nuevo caso) y ello fue posible gracias a las altas tasas de vacunación logradas en el país.
Así, en el último estudio de seroprevalencia realizado en España en 1996 se obtuvo una tasa de prevalencia del 96 % en los niños menores de 10 años. 
Aunque la situación es muy buena en la edad infantil, las tasas de seroprevalencia en adultos son mucho más bajas, no llegando al 30 %. Por tanto, esta baja tasa de protección, unida a los casos importados de Europa del Este, hace necesario mantener una estrecha vigilancia epidemiológica y recomendar la revacunación tanto a los 6 y 14 años de edad como de forma periódica (cada 10 años) durante la edad adulta.

### Reservorio
H. sapiens o sea el hombre actual, es el único reservorio conocido de C. diphtheriae (mediante portadores, en general, asintomáticos).

## Antibióticos
C. diphtheriae es sensible a muchos antibióticos, como la Eritromicina (bacteriostático) o la Penicilina G Procaína (bactericida).